# Chariots of Fire
| 전문가 평가 | 전문가 평가 |
| 평가 점수   | 평가 점수   |
| 출처        | 점수        |
| ----------- | ----------- |
| Allmusic    | [ 2 ]       |
| Filmtracks  | [ 3 ]       |

《Chariots of Fire》는 1981년 그리스의 전자 음악 작곡가 반젤리스가 영국 영화 《불의 전차》를 위해 작곡한 음악 작품으로, 아카데미 작품상과 아카데미 음악상을 포함한 4개의 상을 수상했다.
이 음반은 빌보드 200에서 4주 동안 1위를 했다. 캐나다에서 2위, 영국에서 5위, 호주에서 5위, 그리고 뉴질랜드에서 6위에 올랐다.
이 영화의 오프닝 테마는 〈Titles〉라고 불리지만 〈Chariots of Fire〉로 널리 알려진 싱글로 발매되었고, 빌보드 핫 100에서 1위를 차지하고 1주일 동안 머물렀다.
영화 음악에는 프로그레시브 록, 교향곡 클래식 음악, 뉴에이지 등 음악적 스펙트럼을 넘나드는 스타일이 결합되어 있다.

## 배경
《불의 전차》의 감독인 휴 허드슨은 반젤리스의 음반인 《Opéra sauvage》와 《China》에 깊은 인상을 받고 1970년대에 파리의 광고에서 반젤리스와 함께 일했던 후에 그 영화의 음악을 작곡하기 위해 반젤리스를 선택했다. 야마하 CS-80 신시사이저가 녹음에 사용되었다. 반젤리스는 신시사이저, 어쿠스틱 피아노, 드럼과 타악기를 포함한 모든 악기를 연주했고 1975년에 그가 세운 런던의 니모 스튜디오에서 그 악보를 녹음했다. 그가 생각해낸 음악은, 주로 시대별 영화를 위해 전자로 연주되었고, 영화 채점에 있어서 새로운 스타일을 시작했다. 단순한 질감을 넘어 영화 음악에 신시사이저를 사용하고 감독, 제작자 및 스튜디오에서 전체 음악의 예비 버전을 들을 수 있도록 하는 편리함은 《Chariots of Fire》에서 그 뿌리를 찾았다.

## 법원 사건
1985년 그리스의 작곡가 스타브로스 로가디스는 타이틀곡이 비슷한 악기와 코드 진행을 특징으로 하는 로가디스의 노래 〈City of Violes〉 (1977년)를 표절했다고 주장하며 반젤리스를 표절로 고소했다. 반젤리스는 법정에서 자신의 신시사이저로 라이브로 즉흥 작곡 스타일을 시연했고 고소에 대해 무죄 판결을 받았다. 이 사건은 1987년 런던 고등 법원에 도달했고 샘플링 및 저작권 침해와 관련된 문제로 제한되지는 않았지만 그 후 몇 년 동안 수 차례 테스트 케이스로 언급되었다.

## 다른 미디어에서 사용
《Chariots of Fire》의 〈Titles〉 트랙은 영화와 텔레비전 쇼, 특히 슬로우 모션 시퀀스에서 무수한 패러디에 사용되어 왔다. 그것은 올림픽을 주제로 한 비디오 게임 《하이퍼 올림픽》에서 사용되었다.
이 곡은 또한 많은 장소에서 운동선수들에게 영감을 주는 음악으로 사용되었다. 2012년 하계 올림픽 개막식에서, 이 곡은 미스터 빈 역의 로언 앳킨슨이 등장하는 패러디 런던 교향악단 공연에서 사용되었다. 이 곡은 런던의 2012년 하계 올림픽의 모든 우승 세리머니 동안 연주되었다.
그리고 단체들의 축하 행사 동안 사용되어 왔다. 한 가지 주목할 만한 예로, 애플의 회장 스티브 잡스가 1984년 1월 24일 기술 시연 행사에서 최초의 매킨토시를 선보였을 때 연주되었다.

## 곡 목록
모든 곡들은 특별한 언급이 없는 한 반젤리스에 의해 작곡하였다.
| #  | 제목                          | 작곡        | 재생 시간 |
| -- | ----------------------------- | ----------- | --------- |
| 1. | 〈Chariots of Fire (Titles)〉 |             | 3:33      |
| 2. | 〈Five Circles〉              |             | 5:20      |
| 3. | 〈Abraham's Theme〉           |             | 3:20      |
| 4. | 〈Eric's Theme〉              |             | 4:18      |
| 5. | 〈100 Metres〉                |             | 2:04      |
| 6. | 〈Jerusalem〉                 | 휴버트 패리 | 2:47      |

| #  | 제목                 | 재생 시간 |
| -- | -------------------- | --------- |
| 1. | 〈Chariots of Fire〉 | 20:41     |

## 인증
| 국가                                                  | 인증        | 판매량/출하량 |
| ----------------------------------------------------- | ----------- | ------------- |
| 오스트레일리아 (ARIA)                                 | 2× 플래티넘 | 100,000^      |
| 오스트리아 (IFPI 오스트리아)                          | 골드        | 25,000*       |
| 캐나다 (뮤직 캐나다)                                  | 3× 플래티넘 | 300,000^      |
| 프랑스 (SNEP)                                         | 골드        | 100,000*      |
| 홍콩 (IFPI 홍콩)                                      | 골드        | 10,000*       |
| 스페인 (PROMUSICAE)                                   | 플래티넘    | 100,000^      |
| 영국 (BPI)                                            | 플래티넘    | 300,000^      |
| 미국 (RIAA)                                           | 플래티넘    | 1,000,000^    |
| *판매량을 기반으로 한 인증 ^출하량을 기반으로 한 인증 |             |               |